# Li Hang
Li Hang (Jinzhou, 4 oktober 1990) is een Chinees voormalig professioneel snookerspeler. Li Hang werd in januari 2023 door de de mondiale snookerbond WPBSA voor onbepaalde tijd geschorst vanwege vermoedens van matchfixing. Nadat hij schuldig werd bevonden, werd hij in juni 2023 levenslang geschorst.

## Carrière
Van 2008 tot 2010 had Li Hang een tourkaart, nadat hij het Asian Under-21 Championship had gewonnen. De daarop volgende jaren wist hij zich echter niet voor de Tour te plaatsen, maar kon hij toch met een wildcard verschillende toernooien spelen.

In 2013 herwon hij zijn tourkaart door als vierde te eindigen op de Asian Order of Merit. Kwartfinales bereikte Li op de World Open van 2017 waar hij van Liang Wenbo, Ricky Walden en Peter Ebdon won vooralsnog te verliezen van Ding Junhui. Ook op de Indian Open van 2019 bereikte hij de kwartfinale. Tot de laatste 16 kwam hij op het UK Championship 2014 en het International Championship van dat jaar waar hij onder meer John Higgins met 6-1 versloeg. Hij bereikte ook de laatste 16 van de China Open 2011 (geplaatst met een wildcard) en 2019.
Li Hang werd in januari 2023 door de de mondiale snookerbond WPBSA voor onbepaalde tijd geschorst vanwege vermoedens van matchfixing. Nadat hij schuldig werd bevonden, werd hij in juni 2023 levenslang geschorst.

## Belangrijkste resultaten

### Wereldkampioenschap
Hoofdtoernooi (laatste 32 of beter):
| #  | Seizoen     | Editie  | Prestatie  | Extra                              |
| -- | ----------- | ------- | ---------- | ---------------------------------- |
| 1. | 2018 / 2019 | WK 2019 | Laatste 32 | Verloor met 10-1 van Barry Hawkins |